# نادي الاتفاق (الإمارات)
نادي الاتفاق نادي كرة قدم إماراتي من أندية الهواة يلعب في دوري الدرجة الثانية الإماراتي ويقع في دبي.